# ATP Finals 2018
De ATP Finals 2018 werden van 11 tot en met 18 november 2018 gehouden in The O2 Arena in Londen. Er werd indoor op hardcourtbanen gespeeld. Het deelnemersveld bestond uit de beste acht spelers/dubbels van de ATP Rankings. De titelverdediger in het enkelspel, Grigor Dimitrov, kon zich dit jaar niet kwalificeren.

## Enkelspel

### Deelnemers
De acht geplaatste spelers:
| Rang | Speler           | Resultaat    |
| ---- | ---------------- | ------------ |
| 1.   | Novak Đoković    | Runner-up    |
| 2.   | Roger Federer    | Halve finale |
| 3.   | Alexander Zverev | Winnaar      |
| 4.   | Kevin Anderson   | Halve finale |
| 5.   | Marin Čilić      | Groepsfase   |
| 6.   | Dominic Thiem    | Groepsfase   |
| 7.   | Kei Nishikori    | Groepsfase   |
| 8.   | John Isner       | Groepsfase   |

### Prijzengeld en ATP-punten
| Resultaat                    | Prijzengeld     | ATP-punten |
| ---------------------------- | --------------- | ---------- |
| winnaar zonder nederlaag     | $2.712.000      | 1500       |
| winnaar                      | GF + $1.900.000 | GF + 900   |
| finale                       | GF + $620.000   | GF + 400   |
| groepsfase (per overwinning) | $203.000        | 200        |
| deelnemers                   | $203.000        |            |
| vervangers                   | $110.000        |            |

GF = Resultaten behaald in de groepsfase
Rafael Nadal en Juan Martín del Potro waren oorspronkelijk eveneens gekwalificeerd, maar haakten beide geblesseerd af. Ze werden vervangen door Kei Nishikori en John Isner.

### Groepsfase
De eindstand in de groepsfase wordt bepaald door achtereenvolgend te kijken naar eerst het aantal overwinningen in combinatie met het aantal wedstrijden. Mochten er dan twee spelers gelijk staan wordt er naar het onderling resultaat gekeken. Mocht het aantal overwinningen en wedstrijden bij drie of vier spelers gelijk zijn, valt degene die minder dan drie wedstrijden heeft gespeeld sowieso af en wordt er vervolgens gekeken naar het percentage gewonnen sets en eventueel gewonnen games. Als er dan nog steeds geen ranglijst opgemaakt kan worden dan beslist de ATP-ranglijst opgemaakt na het ATP-toernooi van Parijs.

#### Groep Gustavo Kuerten
|                  |                  | score            |
| ---------------- | ---------------- | ---------------- |
| Alexander Zverev | Marin Čilić      | 7-6(5), 7-6(1)   |
| Novak Đoković    | John Isner       | 6-4, 6-3         |
| Novak Đoković    | Alexander Zverev | 6-4, 6-1         |
| Marin Čilić      | John Isner       | 6-7(2), 6-3, 6-4 |
| Alexander Zverev | John Isner       | 7-6(5), 6-3      |
| Novak Đoković    | Marin Čilić      | 7-6(7), 6-2      |

| Nr. | Speler           | Wedstrijd w-v | Sets w-v | Games w-v |
| --- | ---------------- | ------------- | -------- | --------- |
| 1   | Novak Đoković    | 3-0           | 6-0      | 37-20     |
| 2   | Alexander Zverev | 2-1           | 4-2      | 32-33     |
| 3   | Marin Čilić      | 1-2           | 2-5      | 38-41     |
| 4   | John Isner       | 0-3           | 1-6      | 30-43     |

#### Groep Lleyton Hewitt
|                |                | score        |
| -------------- | -------------- | ------------ |
| Kevin Anderson | Dominic Thiem  | 6-3, 7-6(10) |
| Kei Nishikori  | Roger Federer  | 7-6(4), 6-3  |
| Kevin Anderson | Kei Nishikori  | 6-0, 6-1     |
| Roger Federer  | Dominic Thiem  | 6-2, 6-3     |
| Dominic Thiem  | Kei Nishikori  | 6-1, 6-4     |
| Roger Federer  | Kevin Anderson | 6-4, 6-3     |

| Nr. | Speler         | Wedstrijd w-v | Sets w-v | Games w-v |
| --- | -------------- | ------------- | -------- | --------- |
| 1   | Roger Federer  | 2-1           | 4-2      | 33-25     |
| 2   | Kevin Anderson | 2-1           | 4-2      | 32-22     |
| 3   | Dominic Thiem  | 1-2           | 2-4      | 26-30     |
| 4   | Kei Nishikori  | 1-2           | 2-4      | 19-33     |

### Eindfase
|  | Halve finale | Halve finale     | Halve finale     | Halve finale | Halve finale |               |               | Finale | Finale | Finale | Finale | Finale |
|  |              |                  |                  |              |              |               |               |        |        |        |        |        |
|  | 1            | Novak Đoković    | 6                | 6            |              |               |               |        |        |        |        |        |
|  | 4            | Kevin Anderson   | 2                | 2            |              |               |               |        |        |        |        |        |
|  | 4            | Kevin Anderson   | 2                | 2            |              | 1             | Novak Đoković | 4      | 3      |        |        |        |
|  |              |                  |                  |              |              | 1             | Novak Đoković | 4      | 3      |        |        |        |
|  |              | 3                | Alexander Zverev | 6            | 6            |               |               |        |        |        |        |        |
|  | 2            | 3                | Alexander Zverev | 6            | 6            | Roger Federer | 5             | 65     |        |        |        |        |
|  | 2            |                  |                  |              |              | Roger Federer | 5             | 65     |        |        |        |        |
|  | 3            | Alexander Zverev | 7                | 7            |              |               |               |        |        |        |        |        |

## Dubbelspel

### Deelnemers
De acht geplaatste teams:
| Rang | Team                                      | Resultaat              |
| ---- | ----------------------------------------- | ---------------------- |
| 1.   | Oliver Marach Mate Pavić                  | Groepsfase             |
| 2.   | Juan Sebastián Cabal Robert Farah Maksoud | Halve finale           |
| 3.   | Łukasz Kubot Marcelo Melo                 | Groepsfase             |
| 4.   | Jamie Murray Bruno Soares                 | Halve finale           |
| 5.   | Mike Bryan Jack Sock                      | Winnaars               |
| 6.   | Raven Klaasen Michael Venus               | Groepsfase             |
| 7.   | Nikola Mektić Alexander Peya              | Groepsfase, opgave     |
| 8.   | Pierre-Hugues Herbert Nicolas Mahut       | Runners-up             |
| 9.   | Henri Kontinen John Peers                 | Groepsfase, vervangers |

### Prijzengeld en ATP-punten
| Resultaat                    | Prijzengeld  | ATP-punten |
| ---------------------------- | ------------ | ---------- |
| winnaar zonder nederlaag     | $517.000     | 1500       |
| winnaar                      | GF+ $303.000 | RR+500     |
| finale                       | GF+ $103.000 | RR+400     |
| groepsfase (per overwinning) | $38.000      | 200        |
| deelnemers                   | $100.000     |            |
| vervangers                   | $38.000      |            |

### Groepsfase
De eindstand in de groepsfase wordt bepaald door achtereenvolgend te kijken naar eerst het aantal overwinningen in combinatie met het aantal wedstrijden. Mochten er dan twee koppels gelijk staan wordt er naar het onderling resultaat gekeken. Mocht het aantal overwinningen en wedstrijden bij drie of vier koppels gelijk zijn, valt het koppel dat minder dan drie wedstrijden heeft gespeeld sowieso af en wordt er vervolgens gekeken naar het percentage gewonnen sets en eventueel gewonnen games. Als er dan nog steeds geen ranglijst opgemaakt kan worden dan beslist de ATP-ranglijst opgemaakt na het ATP-toernooi van Parijs.

#### Groep Knowles/Nestor
|                                     |                                     | score       |
| ----------------------------------- | ----------------------------------- | ----------- |
| Oliver Marach Mate Pavić            | Pierre-Hugues Herbert Nicolas Mahut | 6-4, 7-6(3) |
| Mike Bryan Jack Sock                | Łukasz Kubot Marcelo Melo           | 6-3, 7-6(5) |
| Mike Bryan Jack Sock                | Oliver Marach Mate Pavić            | 6-4, 7-6(4) |
| Pierre-Hugues Herbert Nicolas Mahut | Łukasz Kubot Marcelo Melo           | 6-2, 6-4    |
| Łukasz Kubot Marcelo Melo           | Oliver Marach Mate Pavić            | 7-6(4), 6-4 |
| Pierre-Hugues Herbert Nicolas Mahut | Mike Bryan Jack Sock                | 6-2, 6-2    |

| Nr. | Team                                | Wedstrijd w-v | Sets w-v | Games w-v |
| --- | ----------------------------------- | ------------- | -------- | --------- |
| 1   | Pierre-Hugues Herbert Nicolas Mahut | 2-1           | 4-2      | 34-23     |
| 2   | Mike Bryan Jack Sock                | 2-1           | 4-2      | 30-31     |
| 3   | Oliver Marach Mate Pavić            | 1-2           | 2-4      | 33-36     |
| 4   | Łukasz Kubot Marcelo Melo           | 1-2           | 2-4      | 28-35     |

#### Groep Llodra/Santoro
|                                           |                                           | score               |
| ----------------------------------------- | ----------------------------------------- | ------------------- |
| Jamie Murray Bruno Soares                 | Raven Klaasen Michael Venus               | 7-6(5), 4-6, [10-5] |
| Juan Sebastián Cabal Robert Farah Maksoud | Nikola Mektić Alexander Peya              | 6-3, 6-4            |
| Raven Klaasen Michael Venus               | Nikola Mektić Alexander Peya              | 7-6(5), 7-6(5)      |
| Jamie Murray Bruno Soares                 | Juan Sebastián Cabal Robert Farah Maksoud | 6-4, 6-3            |
| Jamie Murray Bruno Soares                 | Henri Kontinen John Peers                 | 3-6, 7-6(3), [10-3] |
| Juan Sebastián Cabal Robert Farah Maksoud | Raven Klaasen Michael Venus               | 6-3, 7-6(5)         |

| Nr. | Team                                      | Wedstrijd w-v | Sets w-v | Games w-v |
| --- | ----------------------------------------- | ------------- | -------- | --------- |
| 1   | Jamie Murray Bruno Soares                 | 3-0           | 6-2      | 35-31     |
| 2   | Juan Sebastián Cabal Robert Farah Maksoud | 2-1           | 4-2      | 32-28     |
| 3   | Raven Klaasen Michael Venus               | 1-2           | 3-4      | 35-37     |
| 4   | Nikola Mektić Alexander Peya              | 0-2           | 0-4      | 19-26     |
| 5   | Henri Kontinen John Peers                 | 0-1           | 1-2      | 12-11     |

### Eindfase
|  | Halve finale | Halve finale                              | Halve finale         | Halve finale | Halve finale |      |                           | Finale                              | Finale | Finale | Finale | Finale |
|  |              |                                           |                      |              |              |      |                           |                                     |        |        |        |        |
|  | 8            | Pierre-Hugues Herbert Nicolas Mahut       | 6                    | 5            | [10]         |      |                           |                                     |        |        |        |        |
|  | 2            | Juan Sebastián Cabal Robert Farah Maksoud | 3                    | 7            | [5]          |      |                           |                                     |        |        |        |        |
|  | 2            | Juan Sebastián Cabal Robert Farah Maksoud | 3                    | 7            | [5]          |      | 8                         | Pierre-Hugues Herbert Nicolas Mahut | 7      | 1      | [11]   |        |
|  |              |                                           |                      |              |              |      | 8                         | Pierre-Hugues Herbert Nicolas Mahut | 7      | 1      | [11]   |        |
|  |              | 5                                         | Mike Bryan Jack Sock | 5            | 6            | [13] |                           |                                     |        |        |        |        |
|  | 4            | 5                                         | Mike Bryan Jack Sock | 5            | 6            | [13] | Jamie Murray Bruno Soares | 3                                   | 6      | [4]    |        |        |
|  | 4            |                                           |                      |              |              |      | Jamie Murray Bruno Soares | 3                                   | 6      | [4]    |        |        |
|  | 5            | Mike Bryan Jack Sock                      | 6                    | 4            | [10]         |      |                           |                                     |        |        |        |        |